# ようこう型輸送艦
ようこう型輸送艦（ようこうがたゆそうかん）は、日本の自衛隊が建造・計画している輸送艦 (LSV)の艦級である。自衛隊が陸海空共同部隊として2025年（令和7年）3月24日に発足させた「自衛隊海上輸送群」配備艦船のうち、中型輸送艦と位置付けられる。約40人の乗組員に加えて、千数百トン、車両数十台分の輸送力を有する。
1番艦「ようこう」は2024年（令和6年）11月28日に進水した。艦名・級名の由来は太陽（陽光＝ようこう）である。

## 概要
自衛隊海上輸送群には2027年（令和9年）度中に、中型輸送艦である本級2隻のほか、小型のにほんばれ型輸送艦（輸送能力数百トン）4隻、より小型の機動舟艇4隻の合計10隻が配備される予定である。
ようこう級の輸送能力は千数百トン、20フィートコンテナ換算では数十本程度とされる。海上自衛隊呉基地に配備されるが、操艦するのは大半が陸上自衛官である。機関銃を装備するが、火砲は装備されない。
台湾有事や、尖閣列島など南西諸島への侵攻を想定して、ようこう級が本土（九州や本州）と奄美大島や沖縄本島間の輸送を担い、にほんばれ型輸送艦がそれらの大きな島から宮古島や石垣島などへの輸送を、両級の接岸が難しい小島には機動舟艇が上陸・補給を担当する予定となっている。
艦分類記号のLSVは自衛隊では初めての分類で、外国ではアメリカ陸軍が運用するフランク・S・ベッソン・ジュニア大将級兵站支援艦が使用している。また1番艦の艦番号4101は、あつみ型輸送艦1番艦（LST-4101）を踏襲している。

## 構造

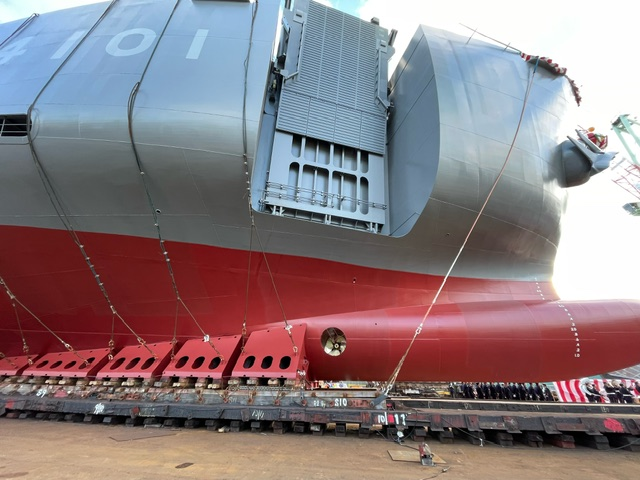
艦首部のスラスターとランプウェイ

居住区前方に貨物倉、居住区下方に車両通路を有しており、貨物の荷役は艦首および艦尾右舷側に設けられた歩板装置（ランプウェイ）を通じて行われる。艦首は球状型（バルバス・バウ）で、艦尾は2機2軸推進のシャフトブラケット型船型となっている。減揺装置として船体形状に合わせたビルジキールを装備。乗員および便乗者を運送するため多層構造の居住区を採用している。艦首尾の歩板装置は右舷側に向けて配置されている。また、港内での操船性を高めるため、推力5トンのバウスラスタ1基を装備している。
にほんばれ型やフランク・S・ベッソン・ジュニア大将級兵站支援艦とは異なり、ビーチングの機能は有しておらず、RO-RO船の機能を有している。

## 同型艦
| 艦番号   | 艦名     | 造船所              | 起工                       | 進水                        | 竣工                       | 除籍 | 所属                                      |
| -------- | -------- | ------------------- | -------------------------- | --------------------------- | -------------------------- | ---- | ----------------------------------------- |
| LSV-4101 | ようこう | 内海造船 瀬戸田工場 | 2024年 （令和6年） 4月23日 | 2024年 （令和6年） 11月28日 | 2025年 （令和7年） 5月30日 |      | 自衛隊海上輸送群 第1海上輸送隊 （呉基地） |
| LSV-4102 |          | 内海造船 瀬戸田工場 |                            |                             |                            |      | 自衛隊海上輸送群                          |